# 喜びの琴事件
喜びの琴事件（よろこびのことじけん）は、劇団・文学座により公演が予定されていた三島由紀夫の戯曲『喜びの琴』が、同劇団内での思想上の行き違いを理由に公演中止となり、それをきっかけに同劇団の幹部・中堅座員が1963年（昭和38年）12月に集団脱退した事件。

## 経緯
遡ること1963年（昭和38年）1月14日、文学座の芥川比呂志、岸田今日子、小池朝雄、神山繁、加藤治子、仲谷昇、三谷昇、山﨑努、名古屋章、橋爪功ら、有望な中堅俳優が集団で脱退して、福田恆存と組んで現代演劇協会附属・劇団雲を創立したことは、文学座にとって大きな痛手であった。この大量脱退騒動は、杉村体制への反発が発端であった。
そんな中、三島由紀夫は同年1月16日、劇団・文学座の結束を固め再出発したいとの旨の声明を発表し、2月11日に文学座再建のためのプランを発表。三島は、「現代劇の確立」「西洋演劇の源流を探る」「日本の古典を探る」という3つの課題を提示した。この課題に基づいて、三島潤色のヴィクトリアン・サルドゥ原作の『トスカ』が、杉村春子主演で上演された。
そして、翌年の1964年（昭和39年）正月公演用の戯曲が三島に委嘱され、『喜びの琴』が提供された。『喜びの琴』は、言論統制法を内閣が制定しようとしている時代（当時からみた近未来）を背景にしており、反共主義思想を固く信じる若い公安巡査・片桐を主人公にした、政治色の強い題材の作品であった。劇中に起こる「上越線転覆事件」は松川事件を連想させる内容であり、1963年9月に松川事件の首謀者とされた国労関係者20名の無罪が確定したばかりであった。しかし、作品の結末は、「思想の絶対化を唯一の拠り所として生きてきた片桐は、その思想が相対化されるといふ絶対的な孤独の中で、観客には聞こえない琴の音に耳をすませ、仕事に戻る――」という、信じていた上司に裏切られた若い公安巡査の悲劇を描いたもので、政治的プロパガンダ作品ではなかった。
1963年（昭和38年）11月20日、杉村春子、長岡輝子ら文学座劇団員の臨時総会が開かれ、話し合いの末、『喜びの琴』上演保留を決定。翌日、戌井市郎理事らが、その上演保留決定を三島に伝え申し入れた。三島は、保留ではなく中止とすることで、「文学座は思想上の理由により上演中止を申し入れ、作者はこれを応諾した」という証書を取り交わした。そして11月25日、三島は戌井市郎理事に文学座退団を申し入れ、11月27日の『朝日新聞』紙上に、「文学座の諸君への『公開状』――『喜びの琴』の上演拒否について」を発表し、上演中止に至る経緯と顛末を書くとともに痛烈な内容で締めくくり、その翌日に矢代静一、松浦竹夫も文学座退団を声明した。
12月11日、文学座の創立者の一人である岩田豊雄は『毎日新聞』紙上に「文学座を嘆く」と題した評論を寄稿した。岩田は20年以上もの歴史を有した新劇団は世界にも類例が無く、今日まで続いて来た事は創立者ながら異様に感じるほどだと述べている。その上で「雲」の脱退、久保田万太郎の逝去、更に岩田の幹事退任を経て、新体制が整った矢先の本件に終わるこの一年の動揺は、組織の老化現象ないし末期症状の疑いも起こるとする見解を表明した。
12月15日、三島は『週刊読売』に「俳優に徹すること――杉村春子さんへ」という記事を発表した。
12月、三島、矢代静一、松浦竹夫のほか、青野平義、奥野匡、荻昱子、賀原夏子、北見治一、丹阿弥谷津子、寺崎嘉浩、中村伸郎、仁木佑子、真咲美岐、南美江、宮内順子、水田晴康、村松英子ら10数名が次々と文学座を正式に脱退する。1964年（昭和39年）1月10日に脱退者によりグループNLT（1968年に劇団NLTとして再編）が設立され、岩田豊雄（獅子文六）、三島が顧問として迎えられた。NLTとはラテン語で「新文学座」を表すNeo Litterature Theatreの頭文字で、岩田豊雄により命名された。また、同年5月には劇団雲においてルイジ・ピランデルロ作『御意にまかす』が上演され、翻訳者であった岩田が演出も担当した。これは文学座、劇団NLT、劇団雲を含めて岩田にとっての最後の演出作品となっている。
なお、『喜びの琴』は1964年（昭和39年）5月7日に、日生劇場で浅利慶太の演出により上演された。

## 争点の詳細
『喜びの琴』には、主人公・公安巡査・片桐の反共的文言が含まれる以下のような台詞があるが、その片桐とコンビを組み対話する上司の松村部長の役が俳優・北村和夫であった。共産党を支持していた北村和夫は、この役がどうしてもできないと訴え、「僕の役の反共的なセリフは、僕にはしゃべれません。役者としてこの役は、どうしても、やれません！」と泣いたという。
また、劇中の他の警官の台詞にも、〈この雪の中のあちこちで、毛唐や三国人があひかはらず、悪事をたくらんで動きまはつてゐる〉というものがあり、これらのことから、当時、毛沢東支持者であった杉村春子らが先導し『喜びの琴』の稽古、上演拒否をした。三島由紀夫は戌井市郎理事が報告に来たとき、「戌井さん、文学座には共産党何人いるんだ？」と、この騒動の時に聞いたという。
戌井市郎は、三島が『喜びの琴』を書いた理由に関し、「彼（三島は）は、要するに文学座は杉村春子の劇団で、男連中は席がないみたいだ。じゃあその男連中に、もっと元気のでる芝居を書くんだ、ということを言って」いたとし、また、長岡輝子から聞いた話として、「長岡さんが三島さんに『喜びの琴』のことを、あれは踏み絵じゃないかと言ったんですよ。すると、『バレたか』と言ったんだって。（中略）でも、彼は、劇団が混乱して中止にまでなるとは考えてなかったと思う」と回顧している。 
三島は、〈芸術至上主義の劇団が、思想的理由により台本を拒否するといふのは、喜劇以外の何ものでもない〉として、上演拒否をした文学座の俳優陣に対して、以下のような訣別の意向を示した。
また、杉村春子個人に対しては、〈俳優は、良い人間である必要はありません。芸さへよければよいのです。と同時に、俳優は、俳優に徹することによつて思想をつかみ、人間をつかむべきではないでせうか。組織のなかで、中途はんぱなつかみ方をするのはいけないと思ひます〉と述べている。

## 後日譚
1963年（昭和38年）12月に三島が文学座を去った後、『喜びの琴』は翌1964年（昭和39年）5月7日に浅利慶太の演出により日生劇場で上演されたが、このとき日生劇場は、三島が文学座に書かせた"わび証文"的覚え書きを写真版にして宣伝用のポスターやチラシ、中吊り広告にまで用いたため、文学座はこれを悪質な中傷と見なし、以来、日生劇場とは断絶した。それから5年経ち、杉村春子と浅利慶太ともに親交のある東野英治郎が仲介役を買って出て、「自分の劇場の公演宣伝のため他劇団を中傷するなんてもってのほか。もし浅利さんが本当に悪かったと思っているなら、何らかのカタチでそのことを公表しなければならない」等と浅利に説教し、これを受けた浅利が文学座に出向き、杉村に謝罪し和解したとされる。